# Carl Anton Bretschneider
Carl Anton Bretschneider (* 27. Mai 1808 in Schneeberg; † 6. November 1878 in Gotha) war ein deutscher Mathematiker und Jurist.

## Leben

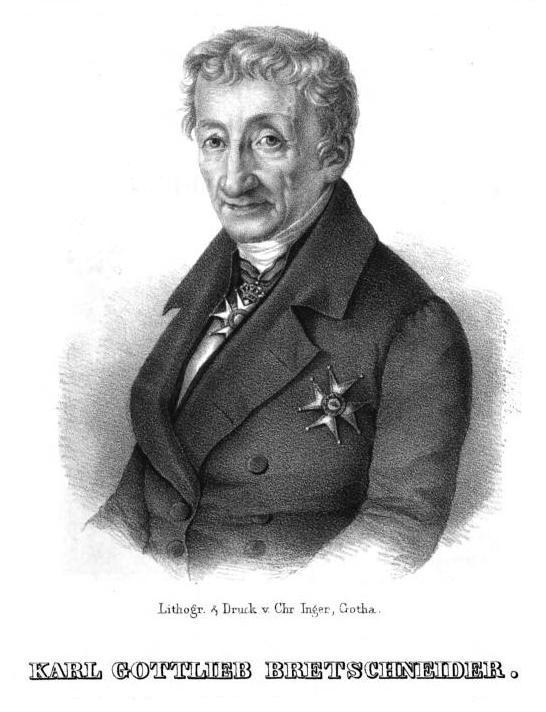
Sein autokratischer Vater Karl Gottlieb Bretschneider

Carl Anton Bretschneider war Sohn des damals berühmten Theologen und Pfarrers Karl Gottlieb Bretschneider und Charlotte Hauschild aus Altenburg. 1816 wurde sein Vater als Generalsuperintendent und Oberkonsistorialrat nach Gotha versetzt, wo er bis zu seinem Tode bedeutend literarisch tätig war. Hier besuchte Carl Anton das Akademische Gymnasium Gymnasium illustre (das spätere berühmte Gymnasium Ernestinum). Er wird als gewissenhafter und fleißiger Schüler geschildert und nahm auf Wunsch des Vaters bei dem Philologen Friedrich Wilhelm Döring (1756–1837) noch Privatstunden in Latein. Sein inneres Interesse zog ihn jedoch zu mathematischen, physikalischen, geographischen und historischen Studien. Er schottete sich von seinen Altersgenossen ab, um die notwendige Zeit dafür zu finden. Er war in allen Klassen der beste Schüler des Mathematikers Friedrich Kries, der ihn durch Privatunterricht schon in die Höhere Mathematik einführte. Er legte Ostern 1826 die Maturitätsprüfung in Mathematik in höchster Auszeichnung und in den übrigen Fächern mit gut ab. Sein großer Wunsch, ein Studium der Mathematik und der Naturwissenschaften aufzunehmen, wurde von seinem autokratischen Vater nicht gewährt. Damals herrschte ein gewisses Vorurteil gegenüber so einem abstracten Beruf.
So begann er 1826 in Leipzig ein Studium der Rechtswissenschaft in der Hoffnung, später als juristischer Universitätsdozent in die philosophische Fakultät und damit in das mathematisch-astronomische Lehramt überzutreten. Im Stillen betrieb er das Studium der Mathematik, Astronomie und Physik. Hilfreich war ihm hierbei der Kontakt zu den Mathematikern Heinrich Wilhelm Brandes und August Ferdinand Möbius. Bereits im ersten Studienjahr errang er einen ersten Preis bei einem mathematischen Preisausschreiben.
Nach einem lobenswert bestandenen Examen wurde er in Leipzig zum Königlich-Sächsischen Notar ernannt. Im Sommer 1830 wurde er von der Juristenfakultät zum Privatdozent der Rechte ernannt. In den folgenden Semestern hielt er Vorlesungen über römische Rechtsgeschichte und deutsches Recht an der Leipziger Universität. Brandes und Möbius, der selbst zunächst mehrere Jahre Rechtswissenschaft studierte und Observator an der Sternwarte Leipzig war, beschafften ihm dort eine Stelle als Adjunkt, die er jedoch auf Befehl des Vaters ausschlagen musste. Für den Unterricht in seinen Lieblingsfächern rüstete er sich seit 1829 durch ausgiebigen Privatunterricht in Mathematik und Physik.
Aufgrund einer Erkrankung, die angeblich durch das matte Leipziger Klima bedingt war, kehrte er niedergeschlagen auf Anraten der Ärzte Ende 1831 wieder nach Gotha in das väterliche Haus zurück. Erst der scharfsinnige Hausarzt öffnete dem Vater die Augen. Er erlaubte seinem Sohn im Herbst 1835 die völlige Freiheit in der Berufswahl.
Aufgrund der verstrichenen Zeit nahm er Abschied von seinem Lieblingswunsch, dem akademischen Lehramt. Noch 1835 nahm er als mathematischer Hilfslehrer am Gymnasium illustre dem alternden Kries einen Teil seiner Stunden ab, wobei er glänzende Lehrproben für das öffentliche Schulamt ablegte. Bereits Ostern 1836 bekam er eine Anstellung als Gymnasialprofessor am neu gegründeten Realgymnasium in Gotha für Mathematik und Geographie. Im Jahr 1859 wurde er zum Professor am Gothaer Gymnasium illustre ernannt und verblieb dort bis zu seinem Tod 1878. Zudem wurde er zum herzoglichen Hofrat ernannt.
Für die Stadt Gotha machte er sich im Stadtverordnetenkollegium gemeinnützig, und er war Meister vom Stuhl in der Freimaurerloge Ernst zum Compass.
Als Familienvater war er dreimal verheiratet, nachdem seine ersten beiden Frauen verstorben waren. Ab 1872 hemmte ein Körperleiden seine Schaffenskraft. Sein Sohn Alfred hat 1879 einen Nachruf publiziert. Ein weiterer Sohn war der Plauener Gymnasiallehrer Paul Bretschneider.
Auf mathematischem Gebiet beschäftigte er sich mit Geometrie, Zahlentheorie, dem Integrallogarithmus und Geschichte der Geometrie. Er führte 1837 die Bezeichnung {\displaystyle \gamma } für die Eulersche Konstante in die Mathematik ein. Außerdem ist die Formel von Bretschneider nach ihm benannt.

## Schriften
- Beiträge zur sphärischen Trigonometrie. In: Crelles Journal, 13, 1835, S. 85–92
- Beiträge zur sphärischen Trigonometrie. (Schluß). In: Crelles Journal, 13, 1835, S. 145–158
- Theoriae logarithmi integralis lineamenta nova. In: Crelles Journal, 17, 1837, S. 257–285
- Untersuchung der trigonometrischen Relationen des geradlinigen Viereckes. In: Grunert-Archiv, 2, 1842, S. 225–261 (Textarchiv – Internet Archive)
- Tafeln für die Zerlegung der Zahlen bis 4100 in Biquadrate. In: Crelles Journal, 46, 1853, S. 1–23
- Der Lehrsatz des Matthew Stewart. In: Grunert-Archiv, 50, 1869, S. 11–17 (archive.org)
- Die harmonischen Polarcurven. In: Grunert-Archiv, 50, 1869, S. 475–499 (archive.org)
- Die Geometrie und die Geometer vor Euklides: ein historischer Versuch. B. G. Teubner, Leipzig 1870 (archive.org)
- Zur Berechnung des Trapezes aus seinen Seiten. In: Grunert-Archiv, 52, 1870, S. 24–25 (archive.org)
- Einfache Berechnung der Winkel eines ebenen oder sphärischen Dreiecks aus den Seiten der Figur. In: Grunert-Archiv, 52, 1870, S. 371–374 (archive.org)